# Batalha de Petélia (208 a.C.)
A Segunda Batalha de Petélia foi travada em 208 a.C. entre as forças militares de Cartago e da República Romana durante a Segunda Guerra Púnica.

## Eventos anteriores
Depois de um sério retrocesso cartaginês em 209 a.C., os romanos determinaram a conquistar a cidade de Locros, o principal porto ainda nas mãos de Aníbal na península Itálica, como principal objetivo da campanha de 208 a.C.. O cônsul Tito Quíncio Capitolino, logo no início de seu mandato, fracassou em uma tentativa de capturar a cidade e desistiu da empreitada, juntando-se ao colega, Marco Cláudio Marcelo perto de Venúsia, na Apúlia, para onde foi seguido por Aníbal. Depois de várias escaramuças sem uma batalha decisiva, os dois cônsules decidiram que um outro contingente deveria tentar novamente capturar a cidade.
O exército de Quinto Cláudio, recém-eleito pretor de Taranto, deveria enviar uma parte de seus efetivos baseados em Salentino, por terra, para atacar a cidade enquanto o pretor da Sicília, Lúcio Cíncio Alimento, atacaria, com armas de cerco e artilharia.

## Batalha
Quanto Aníbal soube da marcha dos romanos, que vinham pela estrada de Taranto, pelos habitantes de Túrios, ele destacou 3 000 cavaleiros e 2 000 soldados para armar uma emboscada no sopé de um morro em Petélia. Os romanos avançavam sem adotar nenhuma medida preventiva e com um deficiente reconhecimento do terreno adiante, o que os levou direto para a emboscada, o que resultou em cerca de 2 500 homens e mais 1 500 capturados. O resto se dispersou e voltou para Taranto.

## Eventos posteriores
Depois desta vitória cartaginesa, os romanos persistiram na intenção de capturar Locros, desta vez com tropas vindas da Sicília, também comandadas por Cíncio Alimento. Ele atacou a cidade com armas de cerco e atacou a muralha com artilharia. Depois da emboscada de Venúsia, na qual Cláudio Marcelo foi morto e Capitolino foi ferido mortalmente, e do fracasso da conquista de Salápia através de um ardil, Aníbal correu para Brúcio para libertar Locros.